# Rio Riozinho
Cet article concerne le fleuve. Pour la ville, voir Riozinho.
Le Rio Riozinho est une rivière située dans l’État de Piauí, au nord-est du Brésil. Elle se jette dans le Rio Parnaíba.